# Mesoleius flavoguttatus
Mesoleius flavoguttatus är en stekelart som först beskrevs av Johann Ludwig Christian Gravenhorst 1829.  Mesoleius flavoguttatus ingår i släktet Mesoleius och familjen brokparasitsteklar. Inga underarter finns listade i Catalogue of Life.